# تشريح العشر قدميات

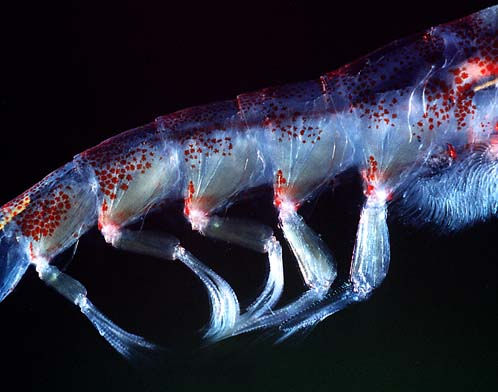
أرجل العوم في القرديس البحري

تجتمع القشريات التي تنتمي لرتبة العشر قدميات من ناحية التشريح، كالسرطان والروبيان والقريدس، في أن أجسادها تتكون من تسعة عشرة جزء، تتوزع بين منطقتين أساسيتين في الجسم، المنطقة الرأس صدرية والمنطقة البطنية. يحتوي كل جزء عادة على زوج من الزوائد، رغم غيابها في بعض المجموعات.

## الرأس صدر

### الرأس
1. قرينات الاستشعار
2. قرون الاستشعار
3. الفكوك السفلية
4. الفك العلوي الأول
5. الفك العلوي الثاني
6. عيون مركبة (عادة ما تكون محمولة على "سيقان")

### الصدر
1. الأرجل الفكية الأولى
2. الأرجل الفكية الثانية
3. الأرجل الفكية الثالثة
4. أرجل المشي الأولى
5. أرجل المشي الثانية
6. أرجل المشي الثالثة
7. أرجل المشي الرابعة
8. أرجل المشي الخامسة

الأرجل الفكية هي زوائد تحورت لتعمل كأجزاء فموية، وقد تشبه إلى حد كبير أرجل المشي في العشر قدميات الأقل تطوراً. أرجل المشي تستخدم بشكل أساسي للمشي وفي بعض الأحيان، لجمع الغداء، وتعرف أرجل المشي التي تحتوي على مخالب على الأرجل المخلبية. تحتوي أرجل المشي الأعضاء التناسلية لعشريات القدم، وهي أرجل المشي الثالثة لدى الإناث، والخامسة لدى الذكور. كما يحتوي كل زائد من الفك العلوي الثاني حتى أرجل المشي الخامسة على خيشوم. بالنسبة لما تحت رتبة متعددات الذيل "Anomura"، التي تضم السراطين الناسكة والقشريات القريبة منها، فإن أرجل المشي الخامسة غالباً ما تكون مخفية داخل الحجرة الخيشومي، حيث تستخدم الأرجل لتنظيف الخياشيم. تغطى المنطقة الرأس صدرية بالدرع، لحماية الأجزاء الداخلية والخياشيم، ويعرف البروز بين العينين، الذي يعد جزءاً من الدرع، بالخطم.

## البطن
1. أرجل العوم الأولى الدبير
2. أرجل العوم الثانية
3. أرجل العوم الثالثة
4. أرجل العوم الرابعة
5. أرجل العوم الخامسة
6. الأرجل الذيلية

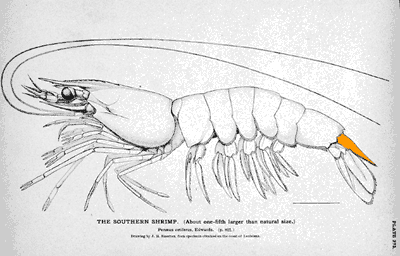
الدبير

استخدام المروحة الذيلية في الهرب من الأعداء

أرجل العوم، والتي تعرف أيضاً بالأرجل البطنية، تستخدم بشكل أساسي للسباحة، حضن البيض (فيما عدا القريدس)، الإمساك بالطعام (ومن ثم إمراره إلى الفم)، وفي بعض الأحيان، قد تحتوي على الخياشيم. في بعض التصنيفات، يكون الزوج الأول أو الثاني متخصصاً في عملية التلقيح، وتعرف عندئذ بالأرجل التناسلية. تقع المروحة الذيلية في نهاية الجسم، وتتكون من زوج من الأقدام الشعبتانية والدبير، الذي يحتوي على الأست. تستخدم المروحة الذيلية في التوجيه أثناء السباحة، وأيضاً في عملية الهرب بتحريك الذيل. في السراطين وبعض القشريات الشبيهة بالسراطين، تكون المنطقة البطنية مطوية تحت المنطقة الرأس صدرية.